# Dreieinigkeitskirche (Dessau)

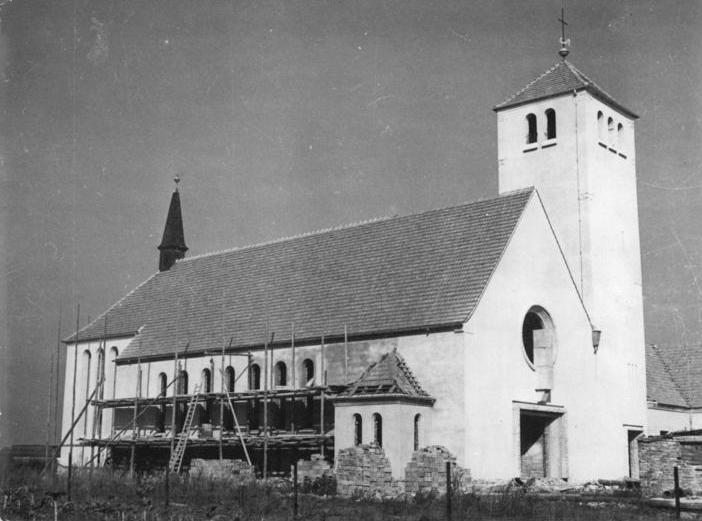
Kirche im Bau, Aufnahme vom 17. Oktober 1953

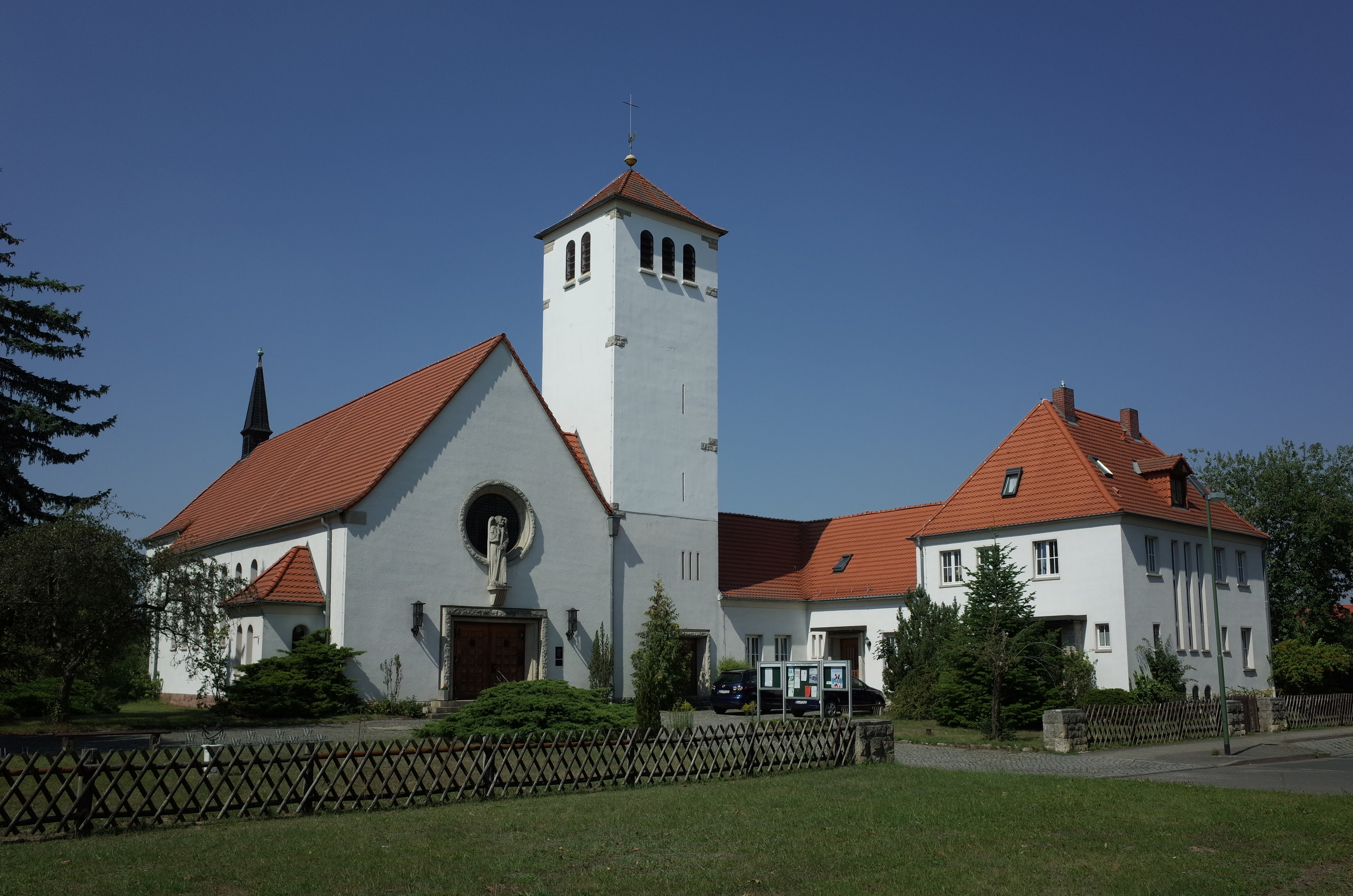
Kirche im Jahr 2015

Die römisch-katholische Kirche Heiligste Dreieinigkeit steht im Stadtteil Dessau-Süd der kreisfreien Stadt Dessau-Roßlau in Sachsen-Anhalt und ist nach der Dreifaltigkeit benannt.

## Geschichte
Im Zuge der Industrialisierung entstand ab 1920 der Stadtteil Dessau-Süd, wo sich auch Katholiken, die überwiegend aus dem Rheinland und aus Oberschlesien stammten, niederließen. Sie gehörten zunächst zur Pfarrei Dessau. Im Sommer 1928 erwarb die Pfarrei Dessau in Dessau-Süd ein zwischen der Bahnstrecke Trebnitz–Leipzig und der Heidestraße gelegenes Baugrundstück. Unter dem Dessauer Pfarrer Aloys Kroll erstellte der Architekt Johannes Reuter 1936 Pläne für eine Kirche und ein Pfarrhaus, im November 1936 begann der Bau. Aus Gründen der Rohstoffknappheit untersagte die Baupolizei bereits im Januar 1937 die Bautätigkeit. Im April 1938 verbot der Oberbürgermeister von Dessau, Hanns Sander, das Bauvorhaben.
Bereits ab 1936 fanden in Dessu-Süd Heilige Messen statt, für die der Saal des Gasthofes Haideburg angemietet wurde. Im März 1943 wurde der katholischen Gemeinde der Saal gekündigt, eine andere Gottesdienststätte war nicht zu finden.
Erst nach dem Ende des Zweiten Weltkriegs konnten die Gottesdienste in Dessau-Süd wieder aufgenommen werden. Sie fanden vom 10. Juni 1945 an in einer Baracke des Reichsbahnausbesserungswerkes Dessau statt, aber bereits am 19. August 1945 zog man in die Kantine des Reichsbahnausbesserungswerkes um. Ab Anfang 1946 fanden die katholischen Gottesdienste in der evangelischen Kreuzkirche statt.
Im Jahre 1952 begann schließlich doch der Bau der Kirche. Den Entwurf für die Kirche fertigte Johannes Reuter im Frühjahr 1952 an. Die Materialien für das Fundament wurden meist aus den Trümmern des Bürgerhauses gewonnen. Die Grundsteinlegung fand am 9. November 1952 durch den Dessauer Pfarrer Franz Carré statt. Am 28. März 1954 wurde die Kirche durch den Weihbischof Friedrich Maria Rintelen aus Magdeburg geweiht. 1956 folgte die Orgelweihe. Erster Pfarrer der Kirche war Heinrich Bartmann.
Nach der Liturgiereform des Zweiten Vatikanischen Konzils wurde der Altarraum 1967 umgestaltet. Dabei wurden unter anderem das Wandbild an der Rückseite des Altarraums, das der Maler Rudolf Brückner-Fuhlrott geschaffen hatte, übermalt und die Sakramentsnische zugemauert. Heute ist die Kirche unter der Nr. 094 40873 als Baudenkmal gelistet.

## Kirchengemeinde
Die Kirche gehört zur katholischen Pfarrei St. Peter und Paul Dessau des Bistums Magdeburg. Pfarrkirche ist die Propsteikirche St. Peter und Paul in Dessau.
Bereits am 1. Mai 1941 wurde die Pfarrvikarie Dessau-Süd errichtet, um den Vikar der Pfarrei Dessau vor der Einberufung zum Militär zu bewahren. Am 1. April 1954 wurde Dessau-Süd eine Filialkirchengemeinde der Pfarrei Dessau. Vikar Heinrich Bartmann, unter dem die Dreieinigkeitskirche erbaut worden war, wurde am 9. Juni 1954 zum Pfarrvikar befördert. Spätestens 1957 folgte die Erhebung der Filialkirchengemeinde Dessau-Süd zur Pfarrei, zu der 1978 rund 1500 Katholiken gehörten.
Am 8. Juli 1994 wurde das Bistum Magdeburg gegründet, und die Zugehörigkeit der Pfarrei Dessau-Süd wechselte vom Erzbistum Paderborn zum Bistum Magdeburg.
Zum 1. Oktober 2006 wurde der Gemeindeverbund Dessau Propstei – Dessau Dreieinigkeit – Dessau-Alten – Aken – Oranienbaum errichtet. Damals gehörten zur Pfarrei Dessau-Süd nur noch rund 570 Katholiken.
Aus dem Gemeindeverbund Dessau Propstei – Dessau Dreieinigkeit – Dessau-Alten – Aken – Oranienbaum entstand am 28. November 2010, dem 1. Sonntag im Advent, die heutige Pfarrei St. Peter und Paul mit Sitz in Dessau. Die Pfarrei Dessau-Süd wurde in diesem Zusammenhang aufgelöst.
Bis zur Auflösung der Dekanatsstrukturen im Bistum Magdeburg am 1. September 2023 gehörte die Dreieinigkeitskirche zum Dekanat Dessau.

## Ausstattung
Die Kirche steht im Süden von Dessau auf dem Grundstück Heidestraße 318. Zwischen der Kirche und dem Pfarrhaus steht auf einem quadratischen Grundriss der Kirchturm, ein Dachreiter befindet sich über dem Altarraum. Die Kirche wird durch ein Portal an der Ostseite erschlossen, über dem Portal stellt eine von Rudolf Brückner-Fuhlrott angefertigte Statue den Erzengel Michael dar.

### Orgel
Die Orgel, das Opus 711 der Dresdener Orgelbaufirma Jehmlich, stammt aus dem Jahr 1955. Sie hat zwei Manuale und Pedal sowie pneumatische Spiel- und Registertrakturen mit folgender Disposition:
| I Hauptwerk C–g3 |    |
| Prinzipal        | 8′ |
| Rohrgedackt      | 8′ |
| Salicional       | 8′ |
| Octave           | 4′ |
| Gemshorn         | 4′ |
| Flachflöte       | 2′ |
| Sesquialter II   |    |
| Mixtur III       |    |
| Trompete         | 8′ |

| II Rückpositiv C–g3 |       |
| Gedackt             | 8′    |
| Principal           | 4′    |
| Rohrflöte           | 4′    |
| Nasat II            | 2 ⁄3′ |
| Prästant            | 2′    |
| Zimbel III          |       |
| Musette             | 8′    |

| Pedal C–f1       |     |
| Subbaß           | 16′ |
| Principalbaß     | 08′ |
| Choralbass       | 04′ |
| Quintade         | 02′ |
| Choralmixtur III | 02′ |
| liebl. Posaune   | 16′ |

- Koppeln: II/I, I/P, II/P, Unteroktavkoppel II/I
- Spielhilfen: 2 freie Kombinationen, Tutti, Zungenabsteller, Handregisterabsteller